# Carl Friedrich Christian Fasch
Carl Friedrich Christian Fasch (Zerbst, 18 de noviembre de 1736 - 3 de agosto de 1800) fue un compositor y clavecinista alemán.

## Biografía
Nacido en Zerbst, fue hijo del compositor Johann Friedrich Fasch, discípulo de Johann Sebastian Bach. Inicialmente le instruyó en música su padre. En 1756 comenzó a prestar servicio en la corte de Federico el Grande de Prusia, donde se desempeñó como clavecinista cuando Carl Philipp Emanuel Bach dejó la corte de Hamburgo en 1767. En 1791 fundó la Sing-Akademie zu Berlin, que se convirtió rápidamente en un importante centro de la vida musical de Berlín. En sus conciertos Fasch promovió la música de Johann Sebastian Bach y otros maestros del barroco, así como música contemporánea. La Academia fue visitada por Beethoven en 1796.
Fasch murió en Berlín en 1800. Su tumba se conserva en el cementerio protestante de Kreuzberg. Le sucedió como director de la Sing-Akademie Carl Friedrich Zelter.

## Referencias

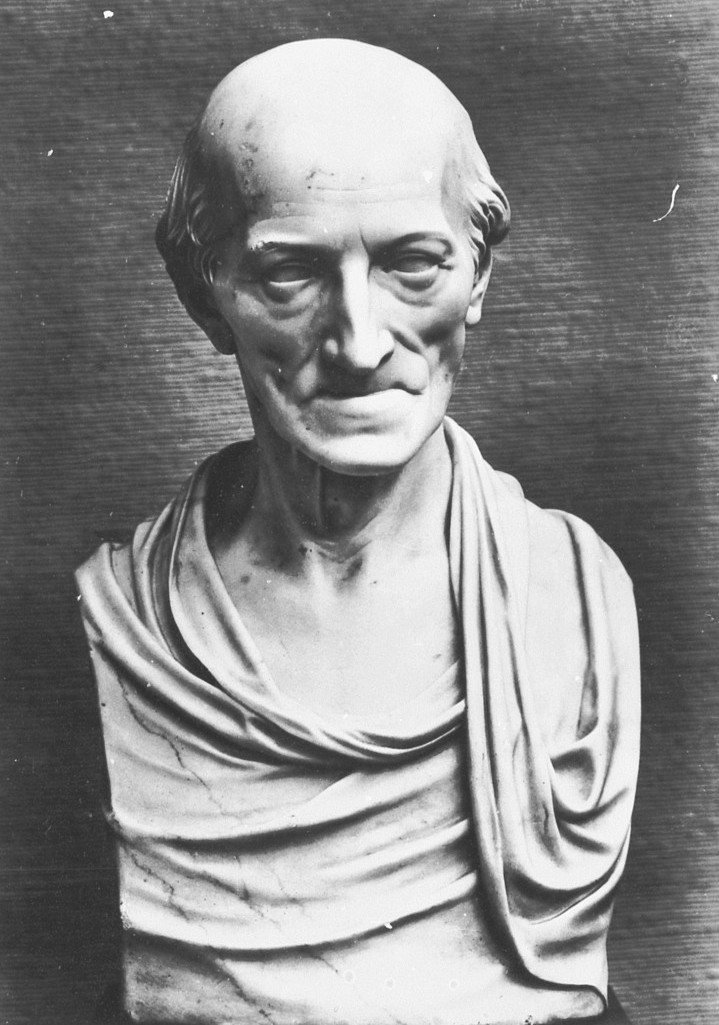
Busto de Carl Friedrich Christian Fasch.